# Trespoux-Rassiels
Trespoux-Rassiels – miejscowość i gmina we Francji, w regionie Oksytania, w departamencie Lot.
Według danych na rok 1990 gminę zamieszkiwały 574 osoby, a gęstość zaludnienia wynosiła 28 osób/km² (wśród 3020 gmin regionu Midi-Pireneje Trespoux-Rassiels plasuje się na 536. miejscu pod względem liczby ludności, natomiast pod względem powierzchni na miejscu 542.).